# Parque Provincial Writing-on-Stone
O Parque Provincial Writing-on-Stone (em inglês: Writing-on-Stone Provincial Park; em francês: Parc provincial Writing-on-Stone) é um parque natural situado a 100 quilômetros da cidade de Lethbridge, Alberta, Canadá. O parque é uma das maiores áreas protegidas de pradarias do país e abriga uma significativa herança cultural dos povos das Primeiras Nações. Estabelecido oficialmente em 1957, Writing-on-Stone possui 1.106 hectares de área protegida que inclui locais de arte rupestre, lagoas, riachos e cavernas considerados locais sagrados para os Blackfoot e outras tribos aborígenes.
Em 2019, o parque foi designado como Patrimônio Mundial pela UNESCO sob o nome de "Writing-on-Stone / Áísínai’pi" devido seu alto valor histórico e cultural e paisagens importantes como local de preservação da cultura aborígene canadense.

## Geografia
Durante o Cretáceo, a região esteve à margem do Mar Interior Ocidental. Lama, areia e argila se acumularam à medida que o mar recuava. Esses sedimentos foram comprimidos e se tornaram parte do leito do rio Milk. Durante a glaciação Wisconsin, a região estava sob a camada de gelo Laurentide. Há cerca de 20.000 anos atrás, a camada de gelo começou a recuar para o noroeste, formando vários lagos proglaciais em suas margens. A camada de gelo atuou como uma represa, forçando a água dos lagos a fluir para o sul, formando os fluxos (coulée) das pradarias.